# Trường Đại học Hà Nội
Trường Đại học Hà Nội (tiếng Anh: Hanoi University, tên viết tắt: HANU) là một trong hai cơ sở đào tạo và nghiên cứu ngoại ngữ ở trình độ đại học và sau đại học; cơ sở đào tạo chuyên ngành bằng ngoại ngữ; cung cấp các dịch vụ về ngoại ngữ lớn nhất Việt Nam. Là cơ sở giáo dục công lập đầu tiên tại Việt Nam giảng dạy tất cả các chuyên ngành hoàn toàn bằng ngoại ngữ cùng bề dày lịch sử hoạt động hơn 60 năm, Trường đã từng bước khẳng định vị thế là trường đại học công lập uy tín trong đào tạo ngoại ngữ ở cả ba cấp độ Cử nhân, Thạc sĩ, Tiến sĩ. 

## Quá trình hình thành và phát triển
Trường được thành lập ngày 16/7/1959 theo quyết định số 376/NĐ-BGD với tên gọi Trường Ngoại ngữ. Trải qua hơn 60 năm hình thành và phát triển, Nhà trường đã có một số lần được đổi tên, mỗi sự kiện ấy đều gắn với những thăng trầm và bối cảnh lịch sử xã hội theo từng thời kỳ như: Trường Ngoại ngữ (1959-1960), Trường Bổ túc Ngoại ngữ (1960-1967), Trường Đại học Ngoại ngữ (1967-1978), Trường Cao đẳng Bổ túc Ngoại ngữ (1978-1984), Trường Đại học Ngoại ngữ (1984-2006) và từ ngày 15 tháng 9 năm 2006, theo quyết định số 190/2006/QĐ-TTg của Thủ tướng chính phủ, trường chính thức mang tên mới là Trường Đại học Hà Nội (tên giao dịch tiếng Anh là Hanoi University - HANU).
Trong hơn 60 năm xây dựng và phát triển, Trường Đại học Hà Nội đã trải qua 04 giai đoạn chính:

### Giai đoạn 1959 - 1966
Chiến thắng Điện Biên Phủ (ngày 7/5/1954) và Hiệp định Giơ-ne-vơ (ký ngày 20/7/1954) đã kết thúc cuộc kháng chiến trường kỳ 9 năm chống thực dân Pháp xâm lược và đế quốc Mỹ can thiệp. Đất nước ta bước sang giai đoạn mới với hai nhiệm vụ chiến lược: xây dựng chủ nghĩa xã hội ở miền Bắc và đấu tranh giải phóng miền Nam, thống nhất đất nước.
Tình hình và nhiệm vụ mới đòi hỏi miền Bắc phải khẩn trương phục hồi nền kinh tế bị chiến tranh tàn phá và tạo dựng cơ sở vật chất cho chủ nghĩa xã hội một cách toàn diện cả về công nghiệp và nông nghiệp, củng cố an ninh - quốc phòng, phát triển văn hoá - giáo dục nhằm xây dựng miền Bắc thành hậu phương vững chắc cho tiền tuyến miền Nam.
Để thực hiện thắng lợi các nhiệm vụ đó, Đảng ta chủ trương tự lực cánh sinh là chính, đồng thời tranh thủ sự giúp đỡ quốc tế về kỹ thuật và chuyên gia, dựa vào hệ thống giáo dục tiên tiến của các nước XHCN anh em để nhanh chóng đào tạo một đội ngũ cán bộ khoa học - kỹ thuật toàn diện. Một vấn đề cấp bách được đặt ra và yêu cầu được đáp ứng, đó là:
- Bồi dưỡng cấp tốc về ngoại ngữ cho hàng ngàn học sinh và cán bộ được tuyển chọn đi học đại học ở nước ngoài;
- Đào tạo thường xuyên ở trong nước đội ngũ phiên dịch phục vụ công tác của các chuyên gia nước ngoài.
Chính vì lý do đó, ngày 01/11/1959, tại cơ sở của Tổng cục Hậu cần Bộ Quốc phòng dựng tạm bằng tre nứa ở xã Ngọc Thụy - huyện Gia Lâm - Hà Nội, khoá chuyên tu tiếng Nga và tiếng Trung Quốc đầu tiên được khai giảng, mở ra trang thứ nhất trong lịch sử 60 năm xây dựng và phát triển của một trong những cơ sở đào tạo và nghiên cứu ngoại ngữ lớn và có uy tín ở Việt Nam là Trường Ngoại ngữ (ngày nay là Trường Đại học Hà Nội).
Trong khoảng thời gian 07 năm đầu thành lập (1959-1966), Trường đã đổi tên 2 lần, từ Trường Ngoại ngữ thành Trường Bổ túc Ngoại ngữ. Đây là giai đoạn có biến động mạnh về số lượng cán bộ, giảng viên cũng như đối tượng và số lượng sinh viên cần đào tạo và bồi dưỡng. Từ những ngày đầu giảng dạy với giáo trình “ăn đong”, chép tay từng bài, Nhà trường đã triển khai biên soạn và in giáo trình bài bản hơn cùng các chuyên gia Liên Xô và Trung Quốc. Hoạt động trao đổi học thuật chủ yếu để phục vụ đào tạo cũng được tổ chức đều đặn trong thời kỳ gian  khổ đấy, làm nền tảng cho các nghiên cứu về khoa học ngoại ngữ, chuẩn bị cho sự ra đời của Nội san Ngoại ngữ vào năm 1967 (từ năm 2005 trở thành Tạp chí Khoa học Ngoại ngữ, tạp chí đầu tiên của Việt Nam trong lĩnh vực này). Trong điều kiện cơ sở vật chất thiếu thốn tại Gia Lâm và sau này là Mễ Trì (Từ Liêm, Hà Nội) cũng như trong hoàn cảnh chiến tranh ném bom bắn phá miền Bắc của đế quốc Mỹ, tất cả đội ngũ của Nhà trường từ lãnh đạo cao nhất đến đội ngũ các anh, chị nuôi đã luôn làm việc tận tâm, tất cả vì chất lượng học tập và đời sống của sinh viên. Nhà trường đã sẵn sàng đón đầu thời cơ phát triển mới.

### Giai đoạn 1966 - 2000
Đây là một giai đoạn dài với nhiều sự kiện thăng trầm đã diễn ra trong quá trình xây dựng và phát triển của Nhà trường. Những thách thức mà Nhà trường phải đối diện giai đoạn này là: đào tạo một số lượng lớn lưu học sinh, cán bộ biên - phiên dịch, giảng viên ngoại ngữ trong thời kỳ chiến tranh gian khổ cũng như thời kỳ tái thiết đất nước khi hòa bình lập lại; biến cố trong quan hệ ngoại giao giữa Việt Nam và Trung Quốc dẫn đến việc cả nước dừng đào tạo ngành Ngôn ngữ Trung Quốc từ năm 1978 đến năm 1986; cuộc khủng hoảng chính trị ở Liên Xô và các nước Đông Âu dẫn đến việc dừng đào tạo lưu học sinh cũng như đào tạo ngôn ngữ của một số nước này… Trước những sự kiện đó, Nhà trường đã từng bước xoay chuyển cục diện, biến khó khăn thành hành động, thay đổi cơ cấu tổ chức, hình thức đào tạo, ngành nghề đào tạo, thiết lập quan hệ hợp tác với nước ngoài, tranh thủ tối đa sự tài trợ về cơ sở vật chất và thiết bị của các đối tác nước ngoài, đưa Nhà trường phát triển đi lên, làm nền tảng vững chắc cho sự phát triển mạnh mẽ để sau này trở thành một trường đại học đa ngành.
Các mốc lịch sử của Nhà trường giai đoạn này:
- Năm 1967, Từ Trường Bổ túc ngoại ngữ, Nhà trường được Thủ tướng Chính phủ Phạm Văn Đồng ký Quyết định số 126/CP thành lập Trường Đại học Ngoại ngữ. Từ thời điểm này, Nhà trường chính thức trở thành cơ sở giáo dục đại học;
- Năm 1977, trước những khó khăn của đất nước trong hoàn cảnh bắt đầu công cuộc tái thiết sau chiến tranh và tình hình đào tạo của Nhà trường, Bộ Đại học và Trung học chuyên nghiệp đã quyết định chuyển nhiệm vụ đào tạo cán bộ chuyên ngành ngoại ngữ (phiên dịch và giáo viên) mà Nhà trường đang thực hiện sang một cơ sở giáo dục đại học khác và đổi tên Trường Đại học Ngoại ngữ thành Trường Cao đẳng Bổ túc ngoại ngữ;
- Năm 1984, đánh dấu 25 năm xây dựng và phát triển, Nhà trường được Nhà nước tặng thưởng Huân chương Lao động hạng Ba lần thứ hai và đổi tên Trường Cao đẳng Bổ túc Ngoại ngữ thành Trường Đại học Ngoại ngữ;
- Năm 1989 và năm 1994, với những thành tích đã đạt được, đóng góp vào sự nghiệp cải cách giáo dục trong ngành ngoại ngữ, Nhà trường được Nhà nước tặng thưởng Huân chương Lao động Hạng Nhất nhân dịp kỷ niệm 30 năm thành lập Trường (1959-1989) và 35 năm thành lập Trường (1959 – 1994).

### Giai đoạn 2000 - 2009
Trong bối cảnh đất nước đã đã thực sự mở cửa và sẵn sàng hội nhập sau những thay đổi tích cực nhờ chủ trương đổi mới của Nhà nước. Đây vừa là một cơ hội, vừa là một thách thức đối với ngành giáo dục nói chung và với Trường Đại học Ngoại ngữ nói riêng. Đảng ủy, Ban Giám hiệu Nhà trường luôn tích cực tìm tòi để không ngừng phát triển, đáp ứng được nhu cầu đào tạo trong bối cảnh mới, vượt ra ngoài khuôn khổ chỉ giảng dạy chuyên ngữ. Phát huy thế mạnh truyền thống về giảng dạy và nghiên cứu ngoại ngữ, Nhà trường đã mạnh dạn tiên phong đi đầu toàn quốc trong việc mở các chuyên ngành dạy-học bằng ngoại ngữ.
Trước nhu cầu của xã hội về nguồn nhân lực vừa có chuyên môn tốt, vừa giỏi ngoại ngữ, năm 2000, Nhà trường đã đề xuất với Bộ Giáo dục và Đào tạo cho mở các chuyên ngành giảng dạy bằng tiếng Anh. Được sự ủng hộ của Bộ, nhiều chuyên ngành đã được triển khai như: Quản trị Kinh doanh (năm 2002), Quản trị Dịch vụ Du lịch và Lữ hành (năm 2002), Quốc tế học (năm 2002), Công nghệ Thông tin (năm 2005), Tài chính – Kế toán (năm 2006). Riêng ngành CNTT còn có 01 chương trình cử nhân giảng dạy bằng tiếng Nhật (năm 2007). Việc Nhà trường mở thêm 06 chuyên ngành giảng dạy bằng ngoại ngữ đã khẳng định mạnh mẽ quyết tâm trở thành một trường đại học đa ngành. Đồng thời, đây cũng là giai đoạn Trường mở thêm một số ngành đào tạo ngôn ngữ mới, phục vụ cho nhu cầu đối ngoại cũng như thị trường lao động của thời kỳ toàn cầu hoá: ngôn ngữ Tây Ban Nha (năm 2002), ngôn ngữ Italia (năm 2002), ngôn ngữ Hàn Quốc (năm 2002), ngôn ngữ Bồ Đào Nha (năm 2004), tiếng Việt và Văn hoá Việt Nam (dành cho người nước ngoài, năm 2004).
Năm 2006, Thủ tướng Chính phủ đã phê duyệt Quyết định số 190/2006/QĐ-TTg ngày 17/8/2006 việc đổi tên Trường Đại học Ngoại ngữ thành Trường Đại học Hà Nội. Việc mở thêm 11 ngành mới trong đó có nhiều ngành đáp ứng được nguồn nhân lực chất lượng cao, giỏi chuyên môn và thành thạo ngoại ngữ cũng như việc đổi tên thành Trường Đại học Hà Nội năm 2006 đã thực sự đem lại cho Trường Đại học Ngoại ngữ một vị thế mới trong nền giáo dục quốc dân.
Năm 2004, với những thành tích đã đạt được Trường Đại học Hà Nội được Nhà nước tặng thưởng Huân chương Độc lập Hạng Ba nhân dịp kỷ niệm 45 năm thành lập Trường (1959–2004).

### Giai đoạn từ 2009 đến nay
Bước vào thập niên thứ hai của thế kỷ XXI, hội nhập giáo dục đại học quốc tế là xu hướng tất yếu trong định hướng và chiến lược phát triển của tất cả các cơ sở giáo dục đại học trong nước, trong khu vực và trên thế giới. Sự cạnh tranh giữa các trường đại học, các cơ sở giáo dục đại học trong nước, các chương trình liên kết với nước ngoài và các trường đại học nước ngoài tại Việt Nam diễn ra quyết liệt. Bên cạnh đó là các vấn đề phân tầng, kiểm định chất lượng, xếp hạng các trường đại học đòi hỏi các cơ sở giáo dục đại học phải không ngừng đổi mới và nâng cao chất lượng đào tạo. Trường Đại học Hà Nội không nằm ngoài xu thế và dòng chảy chung đó của thời đại - thời đại toàn cầu hóa, hội nhập quốc tế và cách mạng công nghiệp 4.0.
Giai đoạn 2009-2019 có thể coi là giai đoạn bản lề cho định hướng quốc tế hóa các chương trình đào tạo nhằm đẩy nhanh tiến trình hội nhập giáo dục đại học quốc tế, từng bước tự chủ về tài chính, tiến tới thực hiện cơ chế tự chủ hoàn toàn và tự chịu trách nhiệm công khai, giải trình về tất cả các lĩnh vực hoạt động của Trường. Đây được xem là tiền đề, là mục tiêu cũng như thế mạnh của Nhà trường trong tiến trình đổi mới và hội nhập. Trong giai đoạn này, Trường đã mở thêm 03 chương trình cử nhân chuyên ngành dạy-học bằng tiếng Anh và tiếng Pháp, 03 chương trình ngôn ngữ chất lượng cao, 02 chương trình thạc sĩ và đặc biệt là 13 chương trình liên kết. Bên cạnh hợp tác quốc tế trong trao đổi sinh viên, giảng viên, chuyên viên thì Nhà trường còn đẩy mạnh hợp tác để xây dựng chương trình, giáo trình, hội thảo khoa học; hợp tác thực hiện dự án, đề tài nghiên cứu; hợp tác quốc tế trong hoạt động phụng sự cộng đồng.

## Chức năng và nhiệm vụ
Nhiệm vụ cơ bản của trường là đào tạo cán bộ biên phiên dịch và giáo viên ngoại ngữ bậc đại học, đào tạo cử nhân một số ngành bằng ngoại ngữ, bồi dưỡng, bổ túc ngoại ngữ cho sinh viên và nghiên cứu sinh và thực tập sinh Việt Nam đi học ở nước ngoài.
Trường Đại học Hà Nội đào tạo và cung cấp nguồn nhân lực ngoại ngữ có trình độ đại học, sau đại học cho các ngành kinh tế-xã hội của đất nước; trang bị ngoại ngữ cho lưu học sinh, nghiên cứu sinh, thực tập sinh đi học nước ngoài; bồi dưỡng, nâng cao trình độ ngoại ngữ cho cán bộ chuyên môn, cán bộ quản lý của các Bộ, ban ngành Trung ương và địa phương trong cả nước.
Trường Đại học Hà Nội đang phấn đấu trở thành trường đại học nghiên cứu ngang tầm các nước có nền giáo dục phát triển trong khu vực và trên thế giới. Nghiên cứu ứng dụng là một trong những hướng nghiên cứu khoa học trọng tâm của nhà trường. Thế mạnh về nghiên cứu khoa học ngoại ngữ, trong đó có phương pháp giảng dạy ngoại ngữ cho các trường chuyên ngữ, nghiên cứu giảng dạy ngoại ngữ chuyên ngành, nghiên cứu đối chiếu ngôn ngữ, văn hóa-văn minh v.v. đã được khẳng định trên cơ sở kết quả nghiệm thu đề tài nghiên cứu khoa học các cấp đã được công bố hàng năm. Nhà trường là cơ quan chủ quản của Tạp chí khoa học ngoại ngữ - tạp chí chuyên ngành duy nhất của Việt Nam nghiên cứu về khoa học ngoại ngữ.

## Trung tâm đào tạo, nghiên cứu
Nhà trường có các trung tâm đào tạo, nghiên cứu chuyên sâu, đáp ứng nhu cầu của xã hội như: Trung tâm ngôn ngữ và văn hóa Việt Nam cung cấp kiến thức về văn hóa, đào tạo tiếng Việt ngắn hạn cho người nước ngoài; Trung tâm tư liệu và tiếng Anh chuyên ngành cung cấp từ liệu, mở các khóa đào tạo tiếng Anh chuyên ngành (kinh tế, du lịch, thương mại, ngân hàng v.v…) cho mọi tổ chức, cá nhân trong và ngoài nước; Trung tâm đào tạo từ xa đào tạo cử nhân ngoại ngữ trên phạm vi cả nước có ứng dụng phần mềm dạy tiếng chuyên dụng; Trung tâm dịch thuật đáp ứng mọi nhu cầu về đào tạo nghiệp vụ và dịch vụ về ngoại ngữ; Trung tâm công nghệ-thông tin quản lý và triển khai các đề tài nghiên cứu ứng dụng, thực hiện các hợp đồng dịch vụ về phần mềm quản lý hành chính, chuyên môn cho các cơ sở đào tạo, quản lý giáo dục, các cơ quan, tổ chức trong và ngoài nước.

## Lĩnh vực đào tạo

### Các ngành ngoại ngữ đào tạo chính quy
Trường Đại học Hà Nội có khả năng giảng dạy hơn mười thứ tiếng thông dụng trên thế giới: tiếng Việt (dành cho người nước ngoài), tiếng Anh, tiếng Nga, tiếng Pháp, tiếng Trung, tiếng Đức, tiếng Nhật, tiếng Tây Ban Nha, tiếng Bồ Đào Nha, tiếng Ý, tiếng Hàn, tiếng Thái và tiếng Ba Lan. Trong số các ngoại ngữ nêu trên có 10 chuyên ngành tiếng đào tạo cử nhân ngoại ngữ với chương trình học 4 năm, có 4 chuyên ngành tiếng đào tạo Thạc sĩ và Tiến sĩ 2 hoặc 3 năm. Trong quá trình học, hết năm thứ nhất, sinh viên có thể: dự thi vào lớp "Cử nhân tài năng" học theo chương trình tăng cường, chất lượng cao; hoặc đăng ký học song ngữ.

### Các ngành đào tạo chuyên ngành giảng dạy bằng ngoại ngữ
Các ngành đào tạo chuyên ngành giảng dạy bằng ngoại ngữ là hệ đào tạo chính quy dạy bằng tiếng Anh, 4 năm, cấp bằng cử nhân.
Trường Đại học Hà Nội đã triển khai đào tạo cử nhân các chuyên ngành khác dạy bằng ngoại ngữ từ năm 2002: ngành Quản trị kinh doanh, Du lịch, Quốc tế học, CNTT, Tài chính-ngân hàng, Kế toán, Marketing, Nghiên cứu Phát triển, Truyền thông Đa phương tiện, Công nghệ Tài chính dạy bằng tiếng Anh, Truyền thông Doanh nghiệp dạy bằng tiếng Pháp. Ngoài ra, Trường còn đào tạo cử nhân ngành Tiếng Việt và văn hóa Việt Nam cho người nước ngoài. Trong tương lai sẽ mở thêm những chuyên ngành đào tạo khác bằng ngoại ngữ mà thị trường lao động trong và ngoài nước đang có nhu cầu cao.

### Các ngành đạo tạo không chính quy

#### Đại học tại chức
Đây là dành cho các đối tượng không chuyên, hay các bạn sinh viên hay người đã đi làm có thể học thêm (gọi là hệ tại chức cũ). Thời gian học kéo dài trong 4 năm, được cấp bằng cử nhân hệ tại chức. Trường đào tạo các thứ tiếng: Anh, Trung, Nhật.

#### Đào tạo từ xa
Đào tạo ngành tiếng Anh, không tập trung.

#### Bằng đại học thứ hai
Bằng đại học thứ hai, hay còn gọi là "văn bằng 2", dành cho người đã có một bằng đại học ngoại ngữ hệ chính quy, cấp bằng cử nhân hệ chính quy.

#### Chuyên tu đại học
Hệ chuyên tu dành cho những người đã tốt nghiệp trường cao đẳng ngoại ngữ hệ chính quy; cấp bằng đại học hệ chuyên tu: tất cả các ngành đào tạo chính quy.

#### Đào tạo sau đại học
- Thạc sĩ: đào tạo các ngành ngôn ngữ Anh, ngôn ngữ Pháp, ngôn ngữ Nga và ngôn ngữ Trung Quốc; dành cho người đã có bằng cử nhân hệ chính quy.
- Tiến sĩ: đào tạo ngành ngôn ngữ Nga; dành cho người đã có bằng thạc sĩ ngôn ngữ Nga.

Dành cho người có bằng cử nhân ngành tiếng Anh, hệ không chính quy (tại chức, mở rộng) đã qua lớp bổ túc kiến thức tương đương chính quy.

#### Việt Nam học
- Đào tạo trình độ đại học, thạc sĩ: cấp bằng cử nhân, bằng thạc sĩ.
- Cấp độ thực hành tiếng: cấp chứng chỉ mọi trình độ.

### Các lớp ngoại ngữ
Các lớp ngoại ngữ mở rộng rãi cho mọi tầng lớp, gồm trình độ khởi đầu (A), trung cấp (B) và nâng cao (C). Đào tạo 18 ngoại ngữ: Anh, Ả rập, Pháp, Nga, Trung, Đức, Nhật, Hàn, Ý, Bồ Đào Nha, Tây Ban Nha, Rumani, Bungari, Hungari, Séc, Slovak, Ba Lan, Thái; Cấp chứng chỉ A, B, C theo chuẩn đánh giá của Bộ Giáo dục và Đào tạo.

### Các chương trình đào tạo liên kết với nước ngoài
- Liên kết đào tạo với một số trường đại học của Trung Quốc, theo công thức 2+2: hai năm học ở Hà Nội theo chương trình của Đại học Hà Nội, hai năm ở Trung Quốc, theo chương trình của trường bạn, cấp bằng quốc gia của Trung Quốc.
- Chương trình Cử nhân Kế toán Ứng dụng do Đại học Oxford Brookes (Anh) cấp bằng kết hợp văn bằng hành nghề kế toán - kiểm toán công chứng Anh quốc ACCA
- Chương trình đào tạo cử nhân (BBA) và thạc sĩ quản trị kinh doanh (MBA) liên kết với Đại học La Trobe, Úc.
- Chương trình liên kết đào tạo Thạc sĩ Lý luận và Phương pháp giảng dạy tiếng Anh (MTESOL) với Đại học Victoria, Úc.
- Chương trình liên kết đào tạo Cử nhân ngành Kinh tế doanh nghiệp và ngành Khoa học thống kê bảo hiểm và Thạc sĩ ngành Kinh tế và Quản lý và ngành Khoa học Thống kê và bảo hiểm với Đại học Tổng hợp Sannio (Italia): Các năm đầu học ở Hà Nội và năm cuối học và làm luận văn tốt nghiệp tại Italia, toàn bộ theo chương trình của Italia, cấp bằng chính quy của Italia theo tiêu chuẩn châu Âu được thế giới công nhận. Giấy phép số 32 và số 614 của Bộ Giáo dục Đào tạo Việt Nam.

## Hợp tác quốc tế
Trường Đại học Hà Nội có quan hệ đối ngoại với trên 300 tổ chức, cơ sở giáo dục quốc tế; có quan hệ trực tiếp với hầu hết các đại sứ quán nước ngoài tại Việt Nam; tham gia các hoạt động văn hóa đối ngoại, giao lưu ngôn ngữ-văn hóa với nhiều tổ chức, cá nhân nước ngoài tại Việt Nam và quốc tế.
Trường Đại học Hà Nội có thế mạnh đặc biệt về việc hợp tác với các trường Đại học Italia, cụ thể hiện nay trường đã và đang hợp tác chặt chẽ với 23 trường Đại học Công lập danh tiếng của Italia và thực hiện các chương trình trao đổi chuyển tiếp cho sinh viên và cán bộ giáo viên cũng như các chương trình ngành phụ, chương trình liên kết đào tạo tạo điều kiện cho sinh viên theo học lấy chứng chỉ hoặc lấy bằng Công lập của Italia.

## Khuynh hướng phát triển
Với phương châm mở rộng quy mô, đa dạng hóa loại hình đào tạo đi đôi với nâng cao chất lượng đào tạo, Trường Đại học Hà Nội từng bước tiếp cận công nghệ giáo dục tiên tiến của các nước phát triển, cải tiến nội dung và phương pháp đào tạo nhằm tăng cường trang bị cho người học kỹ năng làm việc, kỹ năng vận dụng sáng tạo kiến thức chuyên môn và khả năng thích ứng với môi trường hoạt động nghề nghiệp trong tương lai. Chính vì vậy, mục tiêu đào tạo không chỉ nhằm trang bị cho người học kiến thức mà còn coi trọng định hướng phát triển năng lực làm việc cho sinh viên. Hiện tại có khoảng 22.000 sinh viên và trên 300 học viên sau đại học đang theo học tại trường. Tỉ lệ sinh viên đạt loại khá, giỏi hàng năm chiếm trên 70%, tỉ lệ sinh viên tốt nghiệp nhận được việc làm đạt 90% (theo số liệu thống kê của Ngân hàng Thế giới năm 2003-2004)[cần dẫn nguồn].
Giai đoạn 2004-2020, trường tập trung phát triển các ngành đào tạo chính quy, hoàn thành chương trình đào tạo đa ngành, tiếp tục bồi dưỡng ngoại ngữ cho lưu học sinh nước ngoài; mở rộng các loại hình đào tạo như tại chức, từ xa, ngoại ngữ chuyên ngành; phát triển đào tạo sau đại học gồm đào tạo thạc sĩ và tiến sĩ; đẩy mạnh công tác nghiên cứu khoa học, nâng cao chất lượng và uy tín của Tạp chí khoa học ngoại ngữ; mở rộng giao lưu quan hệ quốc tế thông qua các chương trình hợp tác đào tạo, trao đổi giáo viên và sinh viên.

## Cựu sinh viên nổi bật
- Phạm Minh Chính: niên khóa 1975-1976; Ủy viên Bộ Chính trị, Bí thư Ban Cán sự Đảng Chính phủ, Phó Chủ tịch Hội đồng quốc phòng và an ninh Việt Nam, Thủ tướng Chính phủ nước Cộng hòa xã hội chủ nghĩa Việt Nam.
- Vương Đình Huệ: niên khóa 1985-1986, Khoa châu Âu, lớp tiếng Tiệp; Ủy viên Bộ Chính trị Khoá XII, XIII, Chủ tịch Quốc hội, nguyên Bí thư Thành ủy Hà Nội, Nguyên Phó Thủ tướng Chính phủ, Nguyên trưởng ban Kinh tế Trung ương, Nguyên Bộ trưởng Bộ tài chính, Nguyên Tổng kiểm toán Nhà nước.
- Lê Thị Thu Hằng: Thứ trưởng Bộ Ngoại giao
- Nguyễn Văn Thắng: Bộ trưởng Bộ Giao thông vận tải
- Lê Hùng Dũng: Chủ tịch của Liên đoàn Bóng đá Việt Nam khóa VII.
- Chi Nguyễn: Tiến sĩ Giáo dục tại Mỹ; Chủ quản trang blog The Present Writer.
- Đoàn Thu Thủy: Hoa hậu Thể thao Việt Nam 2022, Á hậu 4 Hoa hậu Toàn cầu 2023.

## Hình ảnh

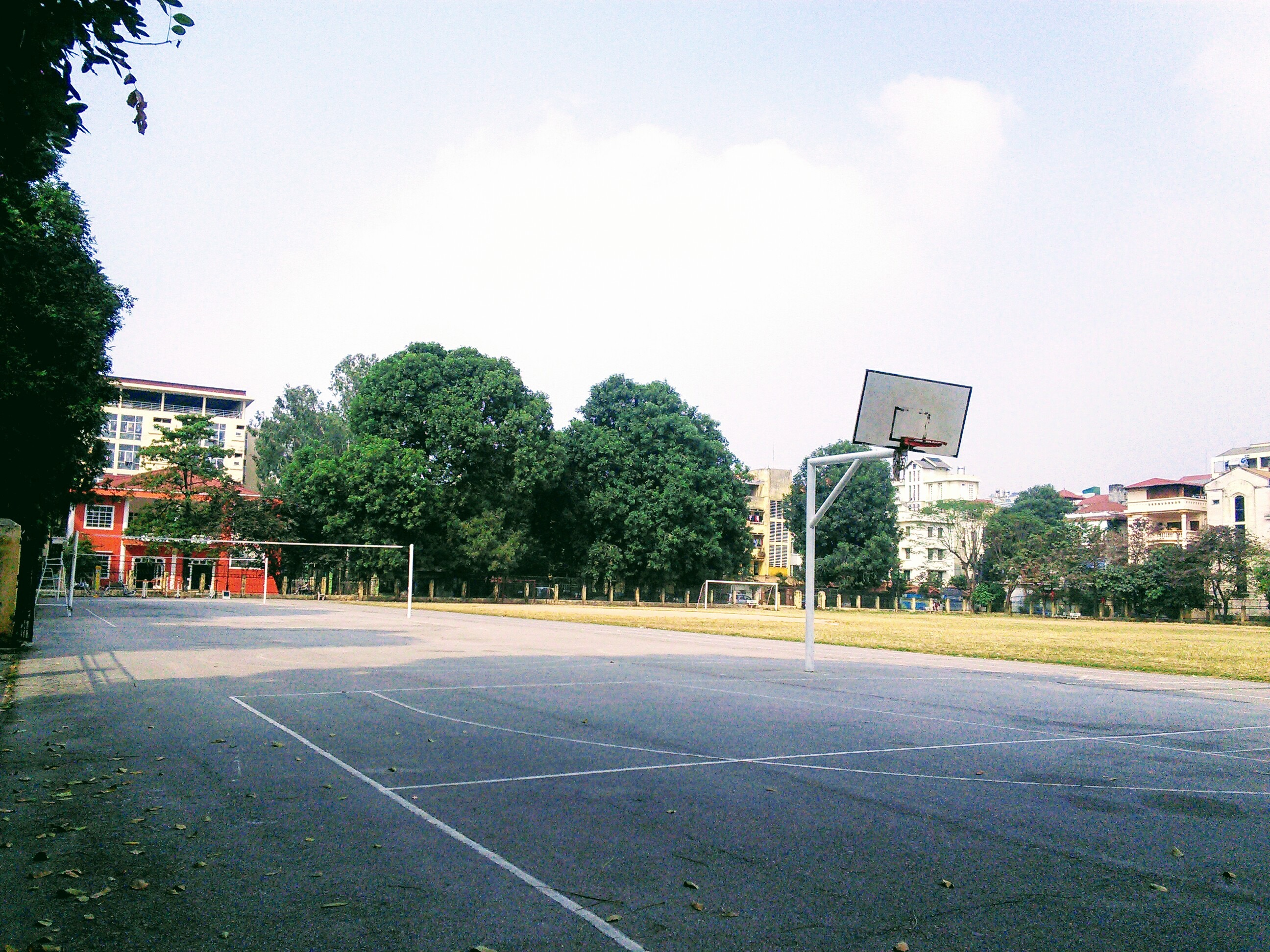
Sân vận động trường Đại học Hà Nội
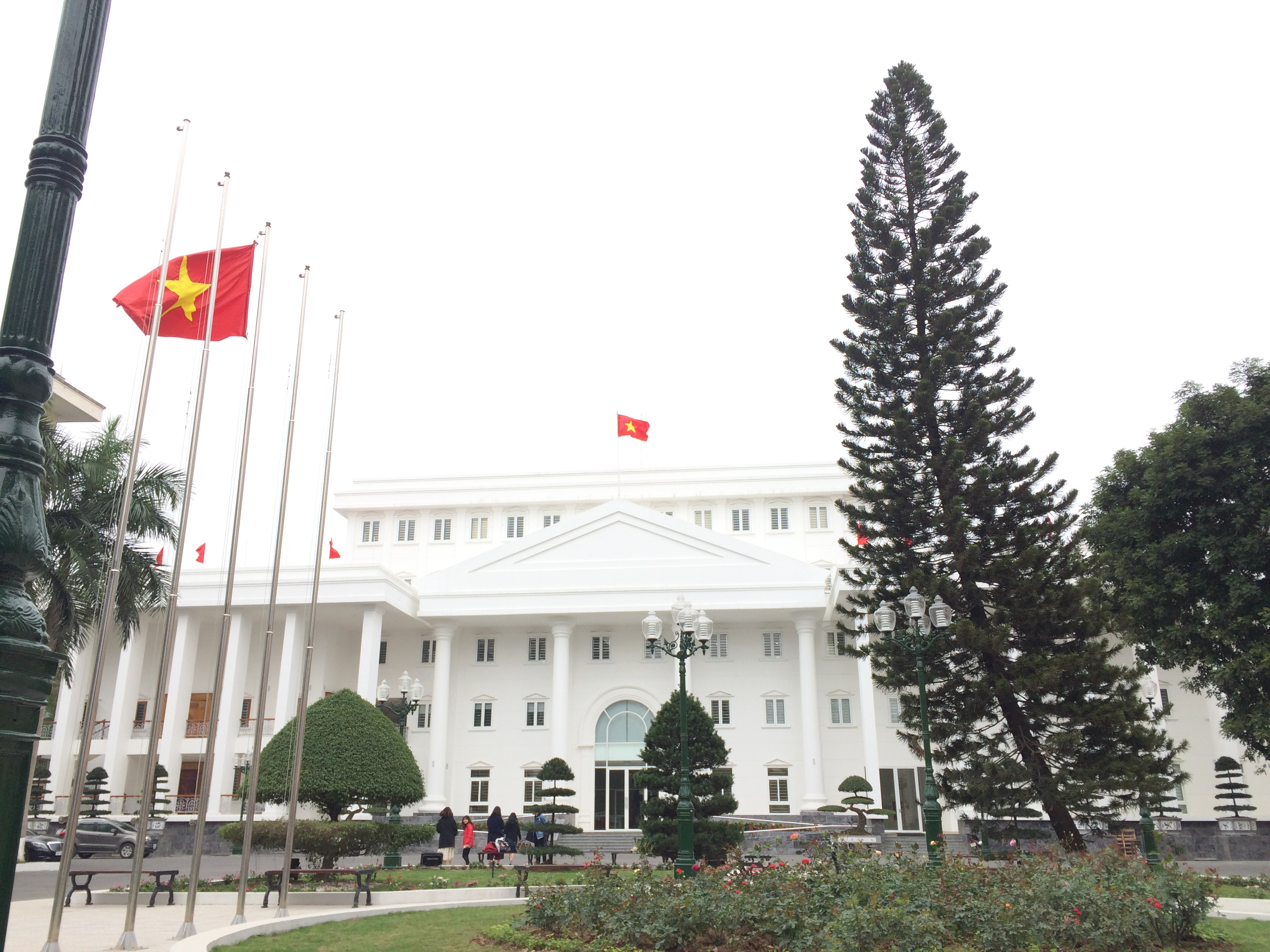
Tòa nhà A1 của trường Đại học Hà Nội